# De Westermolen (Kollumerpomp)
De Westermolen is een poldermolen nabij het Friese dorp Kollumerpomp, dat in de Nederlandse gemeente Noardeast-Fryslân ligt.

## Beschrijving
De Westermolen, een grondzeiler, werd in 1845 gebouwd voor de bemaling van de 300 ha grote polder Ooster- en Westerkruisland. In Ooster Nieuwkruisland stond nabij De Kolk de Oostermolen, die in hetzelfde jaar werd gebouwd, maar in 1937 werd gesloopt toen deze werd vervangen door een elektrisch gemaal. Aanvankelijk had de Westermolen twee vijzels, maar een daarvan werd verwijderd. In 1959 brak bij een storm een van de roeden. Het waterschap wilde de molen vervolgens laten slopen, maar verkreeg daarvoor geen toestemming. De overgebleven vijzel werd op een dieselmotor aangesloten. De Westermolen raakte daarna sterk ingegroeid door beplanting. In 1961 werd hij aangekocht door de gemeente Kollumerland, die hem in 1984 liet restaureren. Daarbij werd de dieselmotor weer verwijderd en werden de bomen nabij de molen gekapt. In 1988 was de Westermolen weer maalvaardig. Na een volgende restauratie in 1996 werd de molen eigendom van de Monumentenstichting Kollumerland c.a., inmiddels Stichting Erfgoed Kollumerland en Nieuwkruisland. De Westermolen, waarvan de vijzel inmiddels ook door een elektromotor kan worden aangedreven, kan op vrijdag- en zaterdagmiddag worden bezichtigd.